# Фалмут (Јамајка)
Фалмут (енгл. Falmouth) је главни град и престоница жупе Трелавни на Јамајци. Налази се на северној обали Јамајке, 18 mi (29 km) источно од Монтего Беја.

## Историја
Основао га је Томас Рајд 1769. године. Фалмут је процветао као центар трговине и лука за четрдесет година у време када је Јамајка била водећи светски произвођач шећера. Град је добио име по Фалмоту, Корнволу у Великој Британији, родном месту Сер Вилијамса Трелавнија, гувернера Јамајке, који је био најзначајнији у њеном оснивању. Град је помно планиран од самог почетка, са широким улицама, адекватним снабдевањем водом и јавним зградама. Чак је имао воду из водовода пре Њујорка.
Крајем 18. и почетком 19. века, Фалмут је била једна од најпрометнијих лука на Јамајци. То је био дом зидара, тесара, кафанских чувара, морепловаца и других. Био је богат град у богатој парохији. У оквиру парохије, скоро стотину плантажа је активно производило шећер и рум за извоз у Британију. Јамајка је овом периоду постала водећи светски произвођач шећера.
Све горе наведено је Фалмут претворило у централно чвориште трговине робљем. Град је био део, данас познате, преко Атлантске "троугласте трговине", тако да се његова економија у великој мери заснивала на ропству. У луци Фалмут свакога дана могло се видети и по 30 великих бродова који су довозили робове из Африке.
Као резултат, почевши од 1840. судбина Фалмута као трговачког центра почела је да опада због еманципације робова у Британској империји. Због овог пада и недостатка подршке за развој, многе зграде остале су недовршене. Улице су биле изпуњене малим кућама, јединствених мрежастих украса и прозора, бројним трговцима и трговачким зградама, а све то датира из периода од 1790. до 1840.
У другој половини 19. века, услед успона Фалмута као трговинског центра, обнављају се недовршене грађевине и настају нове. Заједничке карактеристике ових грађевина, повезују различите стилове изградње у препознатљивом обрасцу ране џорџијанске архитектуре и чини град необичним, препознатљивим местом.

## Архитектура
Фалмут има велики број интересантних историјских грађевина, којима је потребна рестаурација. Организација Баштина обнове Фалмута, непрофитабила организација базирана на САД. је преузела овај посао.
Најзначајније грађевине су:
- Фалмутски суд
- Англиканска црква Св. Петра, која је једна од најстаријих на Јамајци[2] датира из 1795. године.
- Кућа Гринвуд која има највећу колекцију ретких музичких инструмената у држави.[3]
- Зграда поште која се налази у улици Маркет, којој је потребна рестаурација.

## Развој инфраструктуре
Нова 180 милиона долара вредна лука, направљена је да прима најновије и највеће бродове за крстарења. Лука је отворена почетком 2011. године.
Фалмут је био ценатр церемоније отварања Светског купа у крикету 2007. године. Церемонија је одржана на новоизграђеном Гринфилд стадиону, који се налази на само 3 mi (4,8 km) од центра града.

## Туризам
Једна од најзначајнијих привредних грана Фалмута јесте туризам. У оквиру туристичке понуде град нуди велики број екскурзија, неке од њих су:
- Плажа Црвена пруга- најближа плажа луци Фалмут прекривена је прелепим белим песком
- Историја Фалмута- 60-о минутна тура кроз град
- Рафтинг на Марта Беи
- Дивњи сафари
- Мистичне планине- одлазак у џунглу

У понуди многих светских агенција које нуде крстарење Карибским морем, лука Фалмут је главно пристаниште на Јамајци. Разлог томе огледа се у разноликој понуди коју овај град нуди, од мирних места за одмор до невероватних авантура.